# النزلة (جباليا)
النزلة قرية فلسطينية تقع في جباليا، تعتبر النزلة من أكثر القرى انخفاضًا في جباليا. تعني النزلة باللهجة الشامية الدارجة المنطقة المنحدرة وضدها «الطلعة».
و يحد النزلة من جهة الشرق جباليا ومن جهة الغرب البحر الأبيض المتوسط ومن جهة الجنوب غزه ومن جهة الشمال بيت لاهيا.

## السكان
يعتبر سكان النزلة امتداد لسكان مدينة جباليا ولهم لهجة مميزة، ويعمل معظمهم في الزراعة والتجارة وتربية المواشي.